# 441 (單曲)
《441》是日本女歌手miwa的第6張單曲，於2011年6月29日由Sony Music Records發行。

## 概要
單曲距離前作《春天來臨時》發行約4個月，為miwa於2011年發行的第2張單曲。這張單曲的「初回生産限定盤」附送收錄了A面曲《441》音樂影片的DVD。
這張單曲的首周銷量約1.6萬張，於Oricon公信榜單曲周榜取得第7位，為miwa第二次於該排行榜打進10位之內（上一次是《chAngE》的第8位）。首周銷量以及周榜排名都是miwa於當時最高紀錄。

## 宣傳
miwa於2011年6月18日播映的《Music Fair》演唱了《441》，另外也跟秦基博合唱了《彩虹消失的日子》（虹が消えた日）。她亦於同年6月17日播映的《MUSIC STATION》演唱《441》。這是她首次有機會出席《MUSIC STATION》。
A面曲《441》並沒有作任何商業搭配，而B面曲《Chasing hearts》是電影《鋼之鍊金術師 嘆息之丘的聖星》的片頭曲。這是miwa的單曲中首次有原創B面曲作商業搭配。

## 歌曲
《441》的名字來自調音所用的A音的頻率（441赫茲）。這首歌是一首情歌，歌詞內容為一個女生想將喜歡的人跟自己不同的想法，像調音一般合二為一。2010年，miwa曾於她首個個人演唱會上演唱這首歌。由於這首歌在歌迷間十分受歡迎，故有不少歌迷希望這首歌能以CD形式發行。
B面曲《Chasing hearts》跟以女生角度寫的《441》不同，是以男生角度寫的歌曲，歌詞的第一人稱是（一般來說只有男性會使用）。因此，這首歌可視為《441》的另一個故事。

## 收錄歌曲
| CD   | CD                            | CD   | CD               | CD   |
| 曲序 | 曲目                          | 词曲 | 编曲             | 时长 |
| ---- | ----------------------------- | ---- | ---------------- | ---- |
| 1.   | 441                           | miwa | Naoki-T          | 4:06 |
| 2.   | Chasing hearts                | miwa | Naoki-T          | 4:36 |
| 3.   | 春天來臨時 <acoustic version> | miwa | 重新編曲：L.O.E. | 4:52 |
| 4.   | 441 〜instrumental〜          |      |                  |      |

## 外部連結
- Sony Music（日語）